# Herpyllus paropanisadensis
Herpyllus paropanisadensis är en spindelart som beskrevs av Denis 1958. Herpyllus paropanisadensis ingår i släktet Herpyllus och familjen plattbuksspindlar.
Artens utbredningsområde är Afghanistan. Inga underarter finns listade i Catalogue of Life.